# Белорусская народная песня
Белорусская народная песня — фольклорное поэтическое произведение белорусского народа, которое поется на известный мотив и передается в устной форме будущим поколениям.
Чаще всего у народной песни нет определённого автора, или автор неизвестен, но известны и народные песни литературного происхождения.
Белорусские народные песни поются а капелла, иногда под аккомпанемент музыкального инструмента (чаще всего гармошки, баяна). Исполняются женские, мужские и смешанные распевы, в унисон, двухголосные и многоголосные, с приемами ведущего, терции и др.

## Типология белорусской народной песни
Белорусским народным песням свойственны местные, диалектные черты. Так, Белорусский государственный институт проблем культуры издаёт антологию «Культура Беларуси: лучшие страницы», в которой собраны следующие тома, посвященные народным песням:
- Народные песни белорусского Панемонья[1]
- Народные песни Центральной Беларуси[2]
- Песни Поозерья
- Песни Поднепровья
- Песни Полесья

### Жанры белорусской народной песни
Песни, приуроченные к земледельческому календарному циклу являются своего рода ядром белорусского песенного фольклора, представляя наиболее древний историко-стилевой пласт. Внеобрядовые относятся к песням более позднего периода.
Календарно-обрядовые:
- колядки и щедровки;
- масленичные;
- веснянки;
- волочёбные;
- юрьевские;
- троицкие (русальные);
- купальские и петровские;
- жнивные;
- толочные
- покосные;
- ильинские;
- осенние;
- филипповские.

Семейно-обрядовые:
- свадебные;
- крестильные;
- колыбельные;
- причитания.

Внеобрядовые (лирические):
- любовные;
- балладные;
- казацкие;
- рекрутские;
- солдатские;
- чумацкие;
- песни крестьянской вольницы.

Широко представлены хороводные, игровые, плясовые и шуточные песни.

## Особенности
Белорусские народные песни отличается своеобразной исторически сложившейся многослойностью. Древнейший исторический слой своими истоками восходит к докиевскому периоду истории Древней Руси. В сюжетах песен этого слоя сохранились воспоминания о характерных для эпохи формах труда (подсечное земледелие) и быта («умыкание» невест из чужого рода); сказания о «асилках» — богатырях, умеющих побороть лютого Змея-Цмока; отголоски поверий о магической силе слова и властного напевного призыва весны и тепла. 
Евфимий Карский в своем издании «Белорусы» отметил интересные факты о белорусских народных песнях:
«…эти песни, по воображению простого народа, являются необходимыми спутниками различных явлений в жизни человека, семейных и общественных. К ним относятся даже с некоторым трепетом. Различные собиратели народных произведений вынуждены сталкиваться с тем, что многие певцы отказывались петь те или иные песни не вовремя, так как видели в этом чуть ли не грех.». (Статья 203)
Евфимий Карский отмечал переплетение языческого и христианского мировоззрений. «Главным следствием христианского влияния было приурочение языческих торжеств к своеобразным христианским праздникам: Коляды — к Рождеству Христову, Купалы — ко дню Иоанна Предтечи (24 июня), весенних празднеств — к Пасхе, Троице...»
Далее, отмечает исследователь, следует помнить, что празднование нового года переносилось трижды (март, сентябрь, январь), и поэтому некоторые песни с новогодними пожеланиями, перенесённые из одного времени в другое, не могли соответствовать предыдущая ситуация. Это коснулось и традиции религиозных обрядов и постов. «Так, великорусским святкам на Рождество в Малороссии и Белоруссии соответствуют Зелёные святки на Троицу».

## Знаменитые собиратели народных песен
Первые записи народных песен появились в XIX веке в эпоху романтизма, когда фольклор стал предметом интереса этнографов, поэтов и художников. К народным песням обращались практически все белорусские писатели и поэты, а список белорусских фольклористов (далеко не полный) насчитывает десятки человек. Например:
- Антон Антонович Гриневич
- Григорий Романович Ширма
- Геннадий Иванович Цитович
- Алесь Владимирович Ращинский[бел.]
- Сергей Георгиевич Выскварка[бел.]

В советский период происходили институционализация и создание сборников народных песен.
Геннадий Иванович Цитович собрал более 3000 народных песен, подавляющее большинство из которых белорусские. Автор произведений «Белорусские народные песни» (двухчастная, 1948 г.), «Песни белорусского народа» (1959 г.), «Антология белорусских народных песен» (1968 г., 2-е изд. 1975 г.), «О белорусском песенном фольклоре: Избранные сочинения» (1976). Основал Белорусский народный хор, позже известный как Национальный академический народный хор Республики Беларусь имени Г. И. Цитовича, которым руководил до 1974 года.

## Сценическое исполнение народных песен
В XIX веке усилился интерес к белорусской народной песне среди русских и польских композиторов-классиков, которые  обрабатывали их и использовали в концертной деятельности и в своих произведениях: в «Большой фантазии» Шопена, Первой симфонии Глазунова, операх «Снегурочка» и «Млада» Римского-Корсакова, «Литовской рапсодии», «Трёх симфонических песнях» Карловича, операх Монюшко и других.
В советский период белорусская народная музыка получила широкую сценическую обработку и распространялась в музыкальных коллективах. Самыми яркими эстрадными исполнителями народных песен были «Песняры» (основаны в 1969 году). В 1974 году при Белорусской государственной филармонии был основан Белорусский государственный академический заслуженный хореографический ансамбль Харошки».
В конце 1980-х годов была образована группа «Литвины» вместе с певицей, этнографом Натальей Мотылицкой.
В 1996 году с певицей Вероникой Кругловой была образована нью-фолк группа KRIWI.
В этом же году с собирателем фольклора Иваном Кирчуком образовано этно-трио-группа «Троица».
Среди более поздних исполнителей, обращающихся к традициям народных песен, много исполнителей и групп направлений рок, металл, техно.
В 2015—2020 годах была организована инициатива по проведению Певческих Посиделок (бел. Спеўны Сход), где собирались случайные люди, играли народные песни и пели.
В сентябре 2019 года во дворе исторического музея в Минске прошёл фольклорный фестиваль традиционной музыки «Раёк», где можно было послушать аутентичные поющие коллективы. Среди них мужской певческий коллектив «Рада», полоцкий ансамбль «Варган», ансамбль «Марьежа», полесские исполнители «Хатовичи», «Церебьяначка», «Вытоки» и другие.